# Archipimima flexicostalis
Archipimima flexicostalis är en fjärilsart som beskrevs av Paul Dognin 1908. Archipimima flexicostalis ingår i släktet Archipimima och familjen vecklare. Inga underarter finns listade i Catalogue of Life.